# Alexis Flores
Alexis Flores (Honduras, 18 de junio de 1975) es un asesino fugitivo hondureño buscado por el secuestro y asesinato de una niña de cinco años, Iriana DeJesús, en la ciudad de Filadelfia, Pensilvania en el año 2000. Flores es el número 487 en la lista del FBI como uno de los diez fugitivos más buscados.

## Asesinato de Iriana DeJesús
En el 2000, Flores fue identificado inicialmente como "Carlo" o "Carlos", un vagabundo en busca de trabajo y lugar donde vivir. Jorge Contreras un vecino cercano le ofreció techo, ropa y trabajo como ayudante de mantenimiento, ganándose la confianza de él. Contreras salió de viaje, a "Carlos" se le entregaron las llaves del edificio de apartamentos para que pudiera tener acceso completo. La niña DeJesus desapareció el mismo día. De acuerdo con los testigos, "Carlos" y DeJesús fueron vistos tomados de la mano, indicando haber obtenido su confianza.
DeJesus desapareció el 29 de julio de 2000, su cuerpo fue encontrado cinco días después, el 3 de agosto, en un edificio de apartamentos desocupados donde Flores al parecer habría vivido. El cuerpo estrangulado fue encontrado en el sótano, envuelto en una bolsa de basura. Aparte de los cargos oficiales, fuentes policiales han afirmado que la niña fue abusada sexualmente en las últimas horas de su vida.
La policía también encontró una camiseta impresa con un logo político muy distintivo cerca del cuerpo de Iriana, la camiseta contenía la sangre de la joven. Cuando la policía interrogó a Contreras acerca de la camiseta, él dijo reconocerla como un artículo de ropa que le había prestado al inmigrante hondureño.

## Fugitivo

### El arresto y la deportación
"Carlos" presuntamente desaparecido de la zona al mismo tiempo, la niña fue reportada como desaparecida. El retrato de Flores fue presentado en America's Most Wanted en numerosas ocasiones, al ser buscado para interrogarlo, sin embargo ya había huido. 
Flores fue arrestado en 2002 en Arizona por robo en tiendas. En noviembre de 2004 la policía fue a investigar una denuncia por ruido menor. Cuando llegaron, Flores abrió la puerta y les dio identificaciones falsas. Flores fue arrestado por cargos de falsificación por poseer una tarjeta de identificación falsa, un delito en ese estado. Flores dijo a los funcionarios de inmigración en 2004 que había vivido en Schaumburg, Illinois antes de que viviese en Phoenix, Arizona. Él fue encarcelado en Arizona por 60 días por posesión de un dispositivo de falsificación y fue deportado a Honduras después de su liberación en junio de 2005, al ser un inmigrante ilegal.

### ADN coincidente y la entrada a los 10 más buscados del FBI
En marzo de 2007, una muestra de ADN de Alexis Flores en Phoenix dio positivo al emparejarse con el ADN de la escena del crimen en Filadelfia, Pensilvania. El proceso tomó demasiado tiempo, a raíz de que no existía ninguna muestra de ADN de Flores hasta el año 2006, cuando se añadió al Sistema de Índice Combinado de ADN (CODIS). Aquella fue el resultado de una muestra de ADN tomada por el estado de Arizona. Antes de Flores, que es igualado por el ADN, el único nombre dado como posible sospechoso del crimen era "Carlos", posible alias de Flores.
Flores fue añadido a la lista de los 10 más buscados del FBI el 2 de junio de 2007. Reemplazó a Shauntay Henderson en la lista. Existe una recompensa de 250 000 dólares (ofrecida por el FBI), a cambio de cualquier información que conduzca a la captura directa de Flores. Se cree que permanece en su natal Honduras o podría haber regresado a Estados Unidos.